# Steven Seagal
Steven Frederic Seagal (pronunție în engleză [sɨˈɡɑːl]; n. 10 aprilie 1952) este un actor de acțiune, producător, scriitor, practicant de arte marțiale, chitarist și șerif adjunct în rezervă de origine americană. Este deținătorul unei centuri negre 7 dan în Aikido.
Steven Seagal și-a început viața de adult în calitate de instructor de Aikido în Japonia. El a devenit primul străin care să instruiască într-un Aikido dojo din Japonia.
Mai târziu s-a mutat în Los Angeles, California, unde a debutat ca actor în filmul Above the Law în anul 1988. Până în 1991 el a jucat în trei filme de succes și urma să devină faimos datorită filmului Under the Siege (1992), unde a jucat rolul unui expert anti-terorist în cadrul Navy SEAL pe nume Casey Ryback.

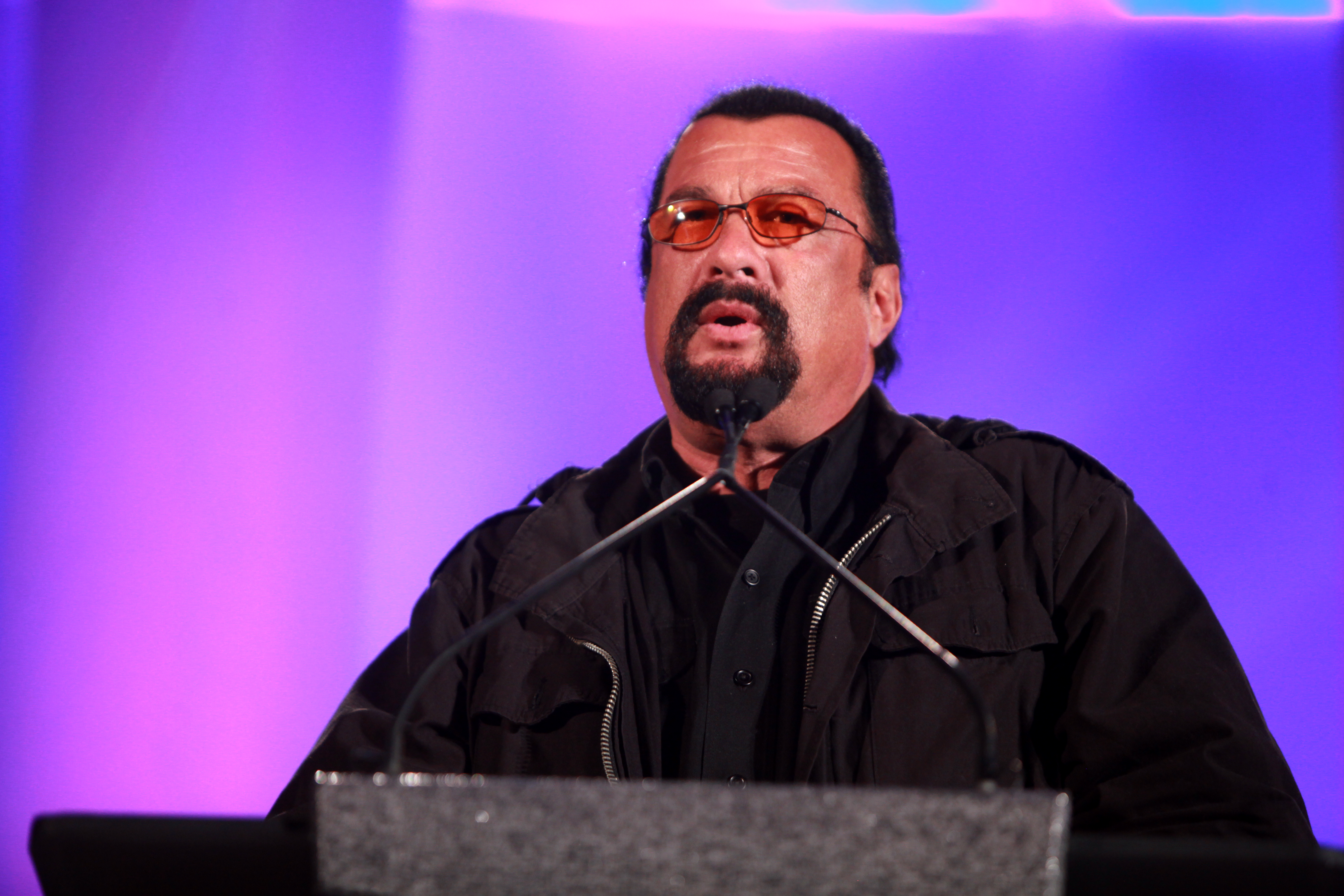

După 2000 a filmat nu de puține ori și în România în producții la care au colaborat și studiourile Media PRO.
În noiembrie 2016 a obținut cetățenia Rusiei. Este membru al partidului politic Rusia Justă.

## Viața personală
A fost căsătorit de 4 ori: prima dată cu Miyako Fujitani (1975–1986) a doua cu Adrienne La Russa (1984–1987) a treia cu Kelly LeBrock (1987–1996) și ultima cu Erdenetuya Batsukh. Are 6 copii din trei căsătorii, în prima 2 fiice și un fiu, în cea de-a doua 2 fiice, iar în cea de-a treia o fiică.

## Filmografie
- Mai presus de lege (1988)
- Hard to Kill (1990)
- Marked for Death (1990)
- Out for Justice (1991)
- Sechestrați în larg (1992)
- On Deadly Ground (1994)
- Under Siege 2: Dark Territory (1995)
- Executive Decision (1996)
- The Glimmer Man (1996)
- Fire Down Below (1997)
- The Patriot (1998)
- Get Bruce (1999)
- Prince of Central Park (2000)
- Exit Wounds (2001)
- Ticker (2001)
- Half Past Dead (2002)
- The Foreigner (2003)
- Out for a Kill (2003)
- Belly of the Beast (2003)
- Out of Reach (2004)
- Clementine (2004)
- Into the Sun (2005)
- Submerged (2005)
- Today You Die (2005)
- Black Dawn (2005)
- Mercenary for Justice (2006)
- Maestrul din umbră (2006)
- Attack Force (2006)
- Flight of Fury (2007)
- Urban Justice (2007)
- Pistol Whipped (2008)
- The Onion Movie (2008)
- Kill Switch (2008)
- Against the Dark (2009)
- Driven to Kill (2009)
- The Keeper (2009)
- A Dangerous Man (2010)
- Machete (2010)
- Born to Raise Hell (2010)
- True Justice (2011)
- Skin Trade (2011)
- Force of Execution (2013)
- Absolution (2014)

## Discografie
- 2005: Songs from the Crystal Cave
- 2006: Mojo Priest